# Organitis
Organitis är ett släkte av fjärilar. Organitis ingår i familjen stävmalar.
Kladogram enligt Catalogue of Life:
| Organitis | \| \| Organitis characopa \| \| \| \| \| \| Organitis lubrica \| \| \| \| |
|           | \| \| Organitis characopa \| \| \| \| \| \| Organitis lubrica \| \| \| \| |
|           | Organitis characopa                                                       |
|           |                                                                           |
|           | Organitis lubrica                                                         |
|           |                                                                           |